# Armorella
Armorella es un género de foraminífero bentónico de la subfamilia Astrorhizinae, de la familia Astrorhizidae, de la superfamilia Astrorhizoidea, del suborden Astrorhizina y del orden Astrorhizida. Su especie-tipo es Armorella sphaerica. Su rango cronoestratigráfico abarca el Holoceno.

## Discusión
Clasificaciones previas incluían Armorella en el suborden Textulariina y en el orden t3t4s grandes Textulariida

## Clasificación
Armorella incluye a las siguientes especies:
- Armorella fenestrata
- Armorella lapidaria
- Armorella ramificans
- Armorella sphaerica
  - Armorella sphaerica cornicolifera
- Armorella unitubulata